# زمرة كلاينية
في الرياضيات، زمرة كلاينية هي زمرة جزئية متقطعة...
أسست نظرية الزمر الكلاينية العامة من طرف فيليكس كلاين (1883) وهنري بوانكاريه (1883).